# Рождественское пиво
Рождественское пиво — сезонное, как правило, тёмное пиво с высоким содержанием алкоголя, которое варится в канун Рождества. В Северной Европе приготовление и употребление рождественского пива — давняя традиция, неотъемлемая часть рождественских праздников.

## История
Первое упоминание о рождественском пиве относится к временам древних викингов, которые варили крепкое пиво в честь зимнего солнцестояния. Во время празднования викинги пили холодное или горячее тёмное пиво с насыщенным вкусом и высоким содержанием алкоголя. Теплый и крепкий напиток согревал людей и защищал их от простуды в суровых зимних условиях Севера. Скоро это зимнее пиво стало популярно среди немцев и поляков. Обычай варить крепкое пиво зимой сохранился после принятия христианства, но пиво посвящено уже не языческим богам, а Рождеству. Сегодня рождественское пиво пользуется популярностью не только в Западной Европе, но и во многих странах Восточной Европы и Северной Америки.

## Характеристики
Рождественские пиво не является определенным типом пива, это общее название для различных типов и сортов пива — светлого и тёмного, лагеров и элей, общая черта которых в том , что их варят на Рождество и они имеют более высокое содержание алкоголя по сравнению с традиционным пивом.
В каждой стране отдельные производители стремятся привлечь покупателей с помощью различных инноваций, чтобы пиво было не только традиционным, но и напоминало о зимних развлечениях и создавало праздничное настроение. Для достижения особого вкуса и аромата праздничного пива, в него добавляют мускатный орех, корицу, гвоздику, кардамон, имбирь, мёд, коричневый сахар, апельсиновую и лимонную цедру, кленовый сироп, патоку, можжевельник, хвою и многое другое. Соответственно, в некоторых странах принято пить рождественское пиво горячим, как глинтвейн.
Рождественское пиво имеет некоторые отличительные особенности. Цвет варьируется от янтарного до тёмно-коричневого, оно обладает ярко выраженным фруктовым ароматом, образует устойчивую и плотную пену. Из-за длительного процесса варки и добавления специй и карамелизированного солода, рождественское пиво имеет более высокое содержание алкоголя, чем традиционное пиво, и имеет более насыщенный вкус и аромат. Обычно рождественское пиво варится каждый год по новому рецепту.

## Праздники и фестивали

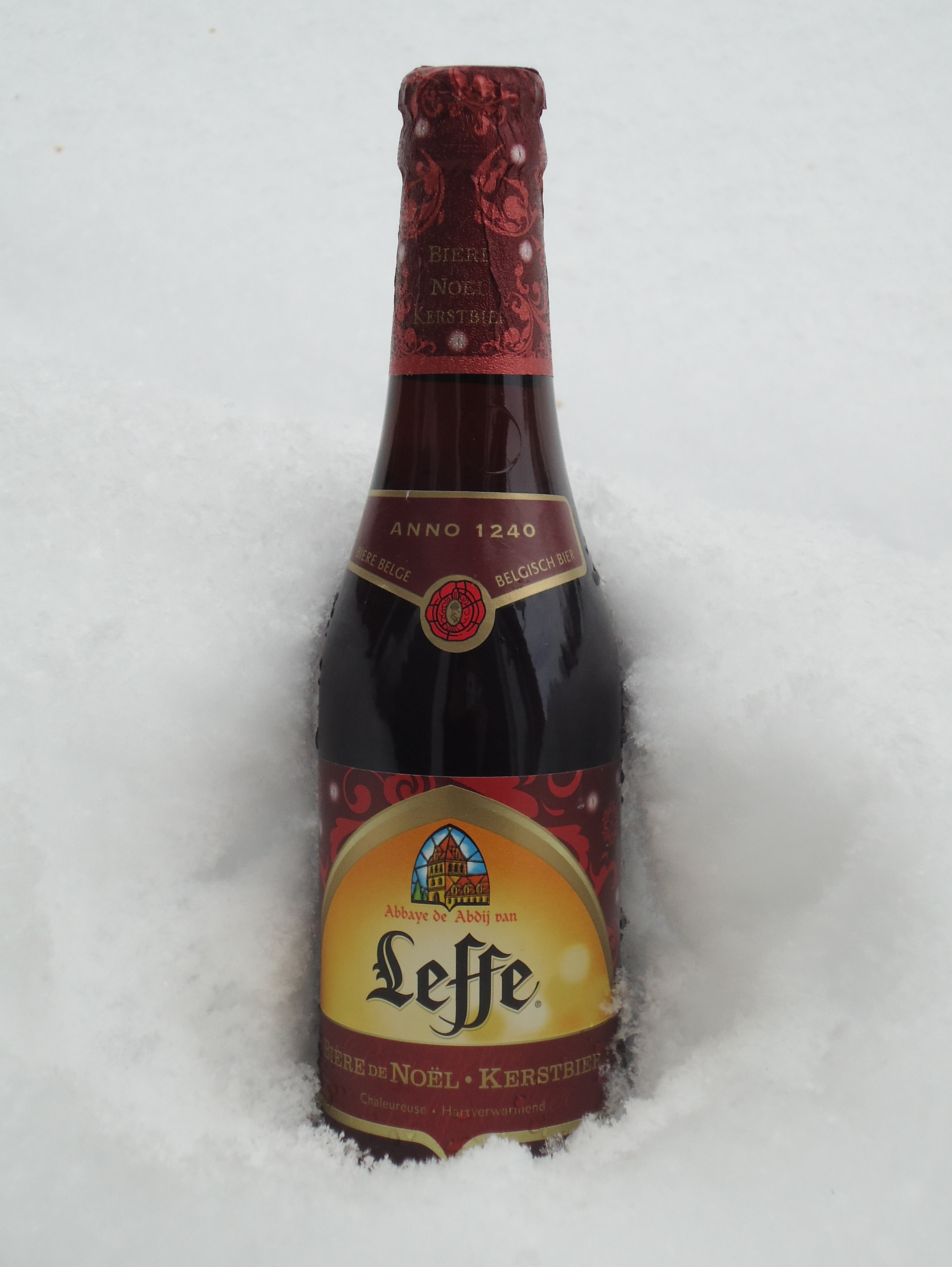
Leffe Noël

В Европе рождественское пиво является наиболее почитаемым напитком в зимние месяцы и в его честь организуют праздники и фестивали.
В бельгийском муниципалитете Эссен (Essen) ежегодно в середине декабря проходит фестиваль рождественского пива (Christmas Festival Beer), во время которого посетители могут попробовать более 100 видов рождественского пива. Специально для фестиваля варится традиционное рождественское пиво "Kerstschaap", которое предлагается с традиционными бельгийскими блюдами: супом, тушеным говяжьим рагу и свежеиспеченным хлебом.
В Чехии также ежегодно в канун Рождества организуют Пражский рождественский пивной базар (Prague's Christmas Beer Markets), в ходе которого предлагают все знаменитые чешские сорта пива. В Чехии существует своеобразная традиция: рождественское пиво варится в ограниченных количествах и продается только как разливное пиво в пабах.
Фестиваль рождественских сортов пива также проводятся в Портленде и Филадельфии, США, в Англии, в Лилле, Франция и других странах.

## Рождественское пиво в мире

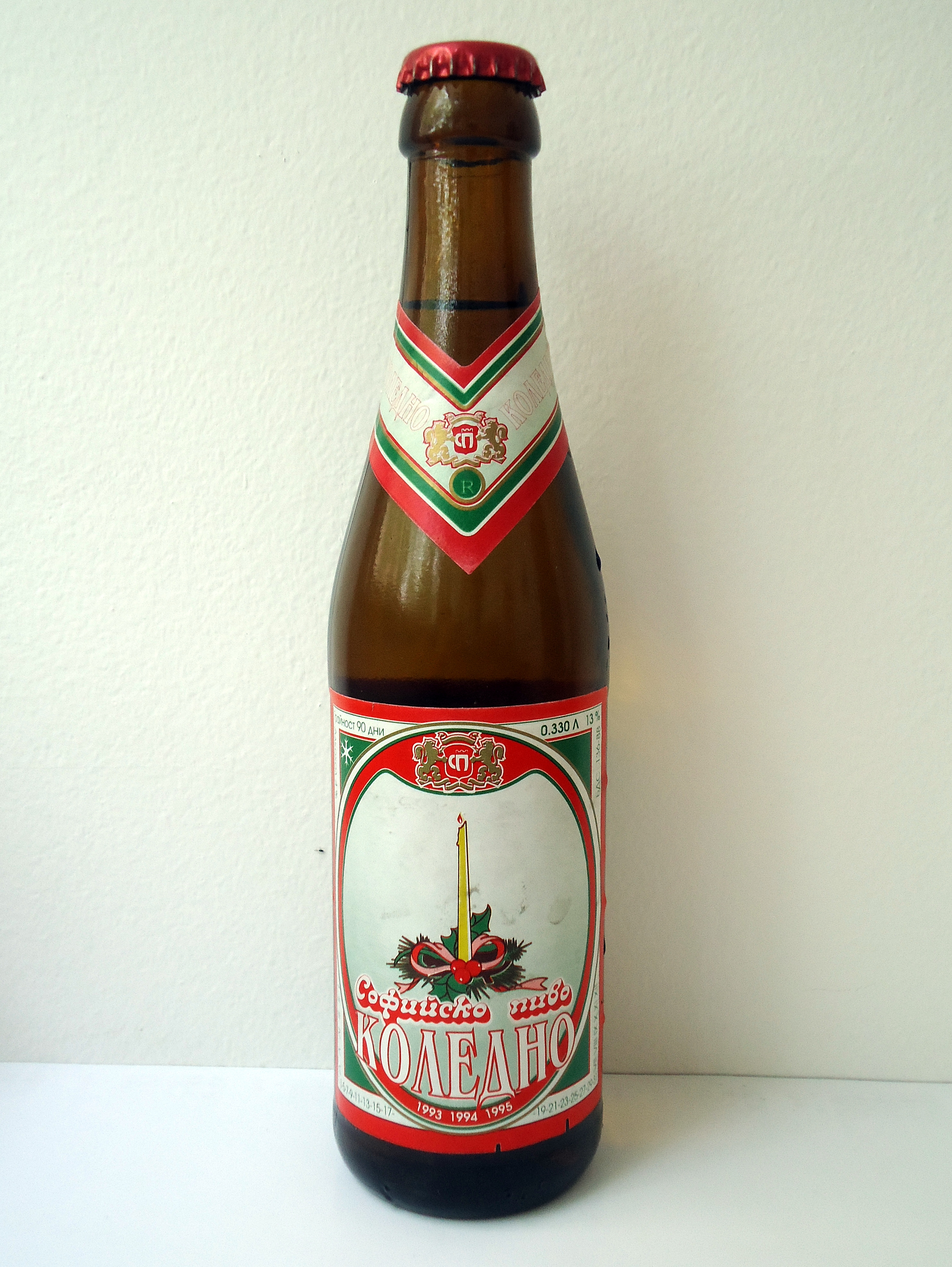
Софийское рождественское пиво (Болгария)

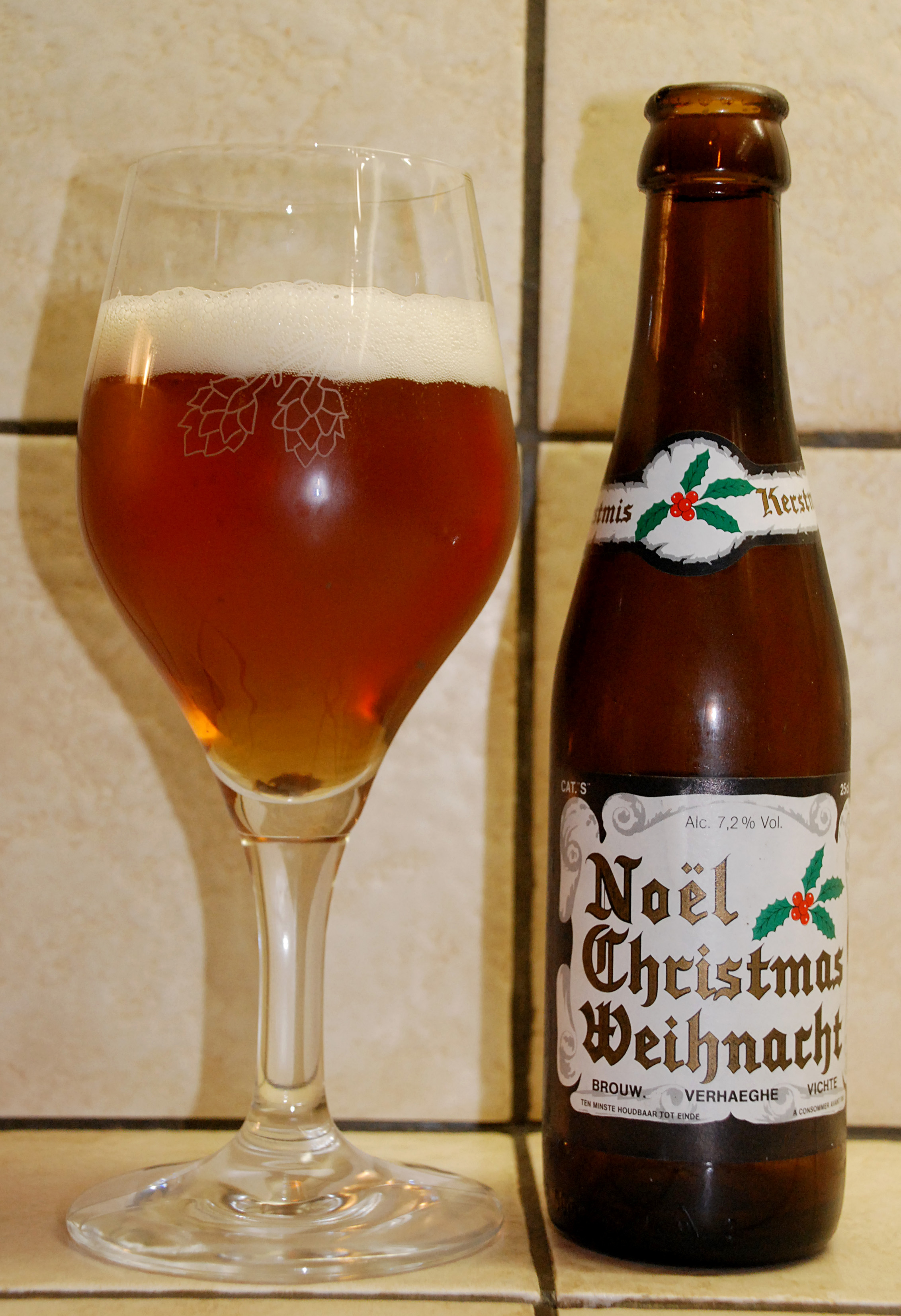
Verhaeghe (Бельгия)

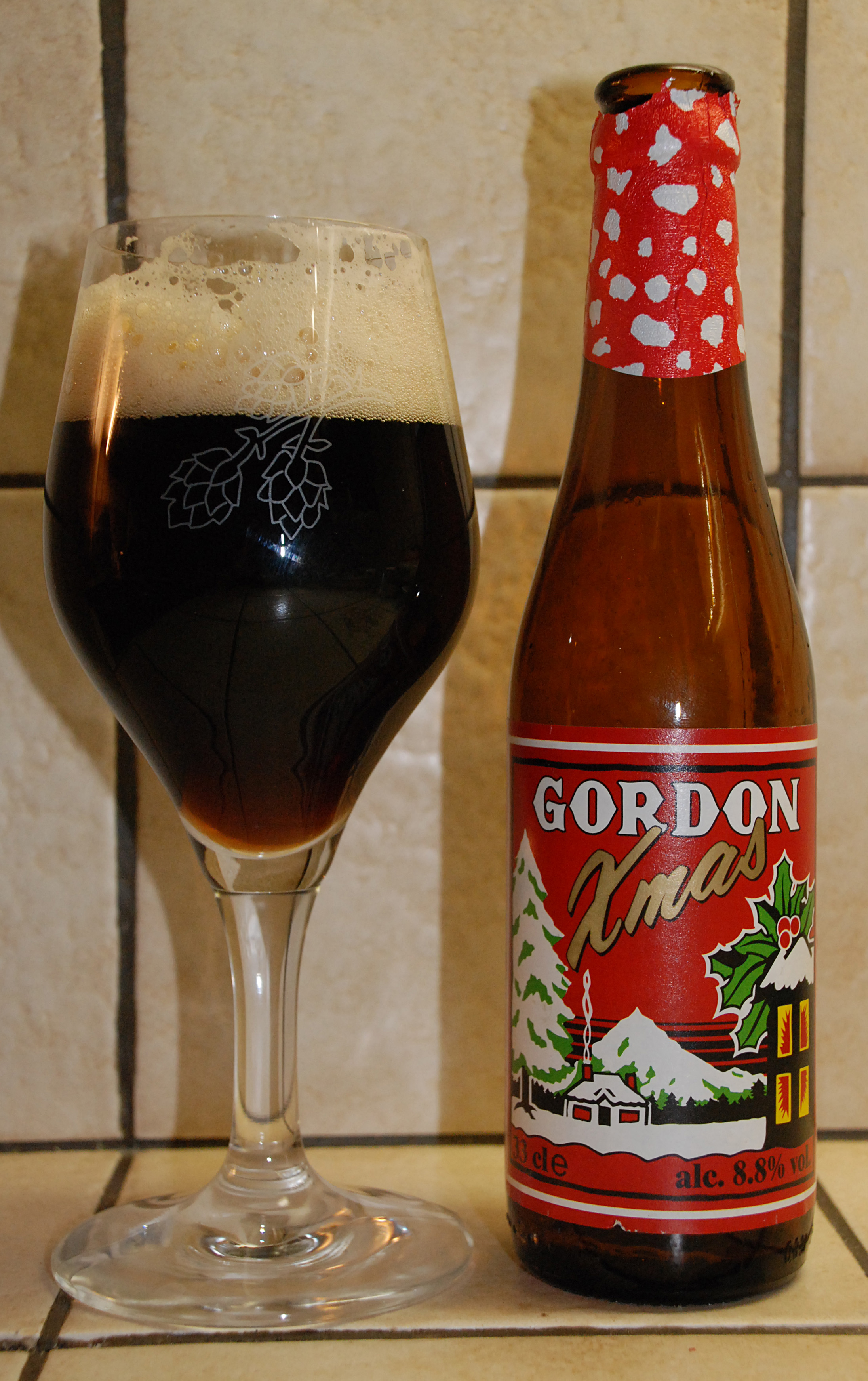
GordonXmas

Первое болгарское рождественское пиво — "Софийское рождественское пиво", выпускаемое пивоварней "Софийское пиво" с 1992 года. Зимой 2006 года на рынке появился "Tuborg Christmas Brew" пивзавода "Carlsberg Болгария". Это тёмное пиво с содержанием алкоголя 5,5%, с богатым вкусом и ароматом карамели. Выпускалось каждый год в начале ноября и поддерживало праздничное настроение до конца холодных зимних месяцев. После сезона 2011/2012 производство прекращено.
В Германии на Рождество пьют различные виды тёмного пива, особенно типа бок. Самое легкое немецкое рождественское пиво содержит 6% алкоголя, самое крепкое — 8%.
Ирландцы и британцы предпочитают сильное рождественское пиво Стаут (сухое крепкое), например "Гиннесс", с выраженным тёмным, почти чёрным, цветом и сильным вкусом, с нотками фруктов и карамели.
В Белоруссии пивзавод "Оливария" варит "Оливария Рождественское" — светлое рождественское пиво с содержанием алкоголя 5,3%. В странах Балтии в качестве рождественского пива отдают предпочтение портеру, в приготовлении которого используется карамель и жженый солод. Самым известным представителем является эстонский Saku Porter с содержанием алкоголя 7,5%.
Самое крепкое рождественское пиво варится в Австрии — "Samichlaus" (в переводе — Санта-Клаус) с 14%-ным содержанием алкоголя.
Известные марки рождественского пива:
- Норвегия : Aas Jubel, Royal X-MAS;
- Дания : Tuborg Christmas brew;
- Швеция : Eriksberg julöl;
- Латвия : Ziemassvetku, Cesu Christmas Porter;
- Испания : Estrella de Navidad, Cruzcampo Navidad;
- Люксембург : Diekirch Christmas;
- Австрия : Samichlaus;
- Финляндия : Sinebrychoff’s Christmas Beer;
- Бельгия : Bush de Noel, Abbaye d'Aulne Super Noël, Abbaye des Rocs Spéciale Noël, Affligem Patersvat Blond, Angelus Spéciale Noël, Gauloise Noël, Gulden Draak Vintage Ale, Goliath Chrismas, Blaugies-La Moneuse Special Winter, Barbar Winterbok, Boucanier Christmas, Corsendonk Christmas Ale, Delirium Noel, De Dolle Winter Nacht, De Ranke Pere Noel, Fantome de Noel, Fantome Hiver, Gouden Carolus Christmas, Hoegaarden Spéciale, Kerkom Winterkoninkske, Leffe Ambrée de Noël, La Mère Noël, Pater Lieven Kerst Pater, St. Feullien Christmas Beer, Sint-Bernardus Christmas Ale, Stille Nacht, Tongerlo Christmas, Tournay de Noël, Brigand Christmas;
- Англия : Camerons Christmas Ale, Fuller’s Old Winter Ale, Fuller’s Vintage Alе, Gordon Xmas, Gale’s Christmas Ale, Harvey’s Christmas Ale, Ridgeway Santa’s Butt Holiday Porter, Ridgeway Warm Welcome Nut Browned Ale, Ridgeway Very Bad Elf, Ridgeway Lump of Coal Dark Holiday Stout, Ridgeway Seriously Bad Elf, Rudolph’s Revenge, St. Peter’s Winter, Samuel Smith’s Winter Welcome;
- Франция : Jenlain Biere de Noël, La Choulette Noël, Petrus Winter Beer, L'Angélus de Noël, Thiriez Bière de Noël, La Saint Pierre Bière de Noël Tradition, Mutine - Bière de Noël, Oxit Noël, Page 24 Bière de Noël, Rouget Bière de Noël, Uberach Bière de Noël;
- Германия : Mahr’s Christmas Bock, Wintertraum, Tucher Weihnachtsbier, Füchschen Weihnachtsbier, Rhöner Weihnachstbier, Sternquell Weihnachtsbier, Torgauer Weihnachtsbier, Berg Weihnachtsbier, Roth Weihnachtsbier, Forst Weihnachtsbier, Kaltenberg Ritterbock, Erdinger Schneeweiße;
- США : Great Lakes' Christmas Ale, Anderson Valley Winter Solstice, Pyramid Snow Cap, Sweetwater Festive Ale, Sierra Nevada Celebration, Great Divide Hibernation Ale, Samuel Smith's Winter Welcome, Brooklyn Black Chocolate Stout, Santa's Private Reserve, Hair of the Dog Doggie Claws, Anchor Steam Christmas Ale;
- Мексика : Noche Buena;
- Украина : Львівське Різдвяне; Опілля Різдвяне; Перша приватна броварня: Різдвяний смак;

## Галерея

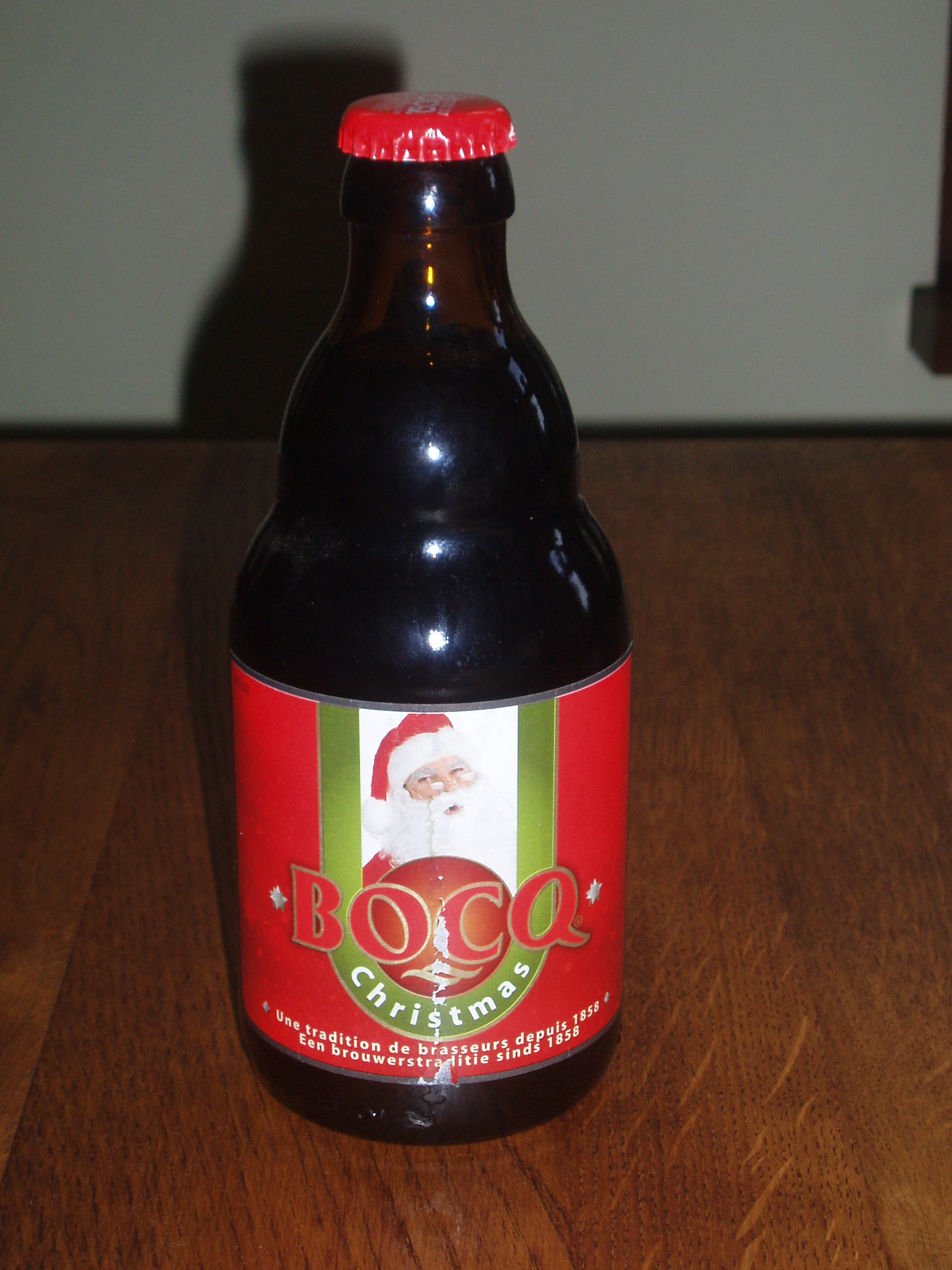
Bocq Christmas - Бельгия
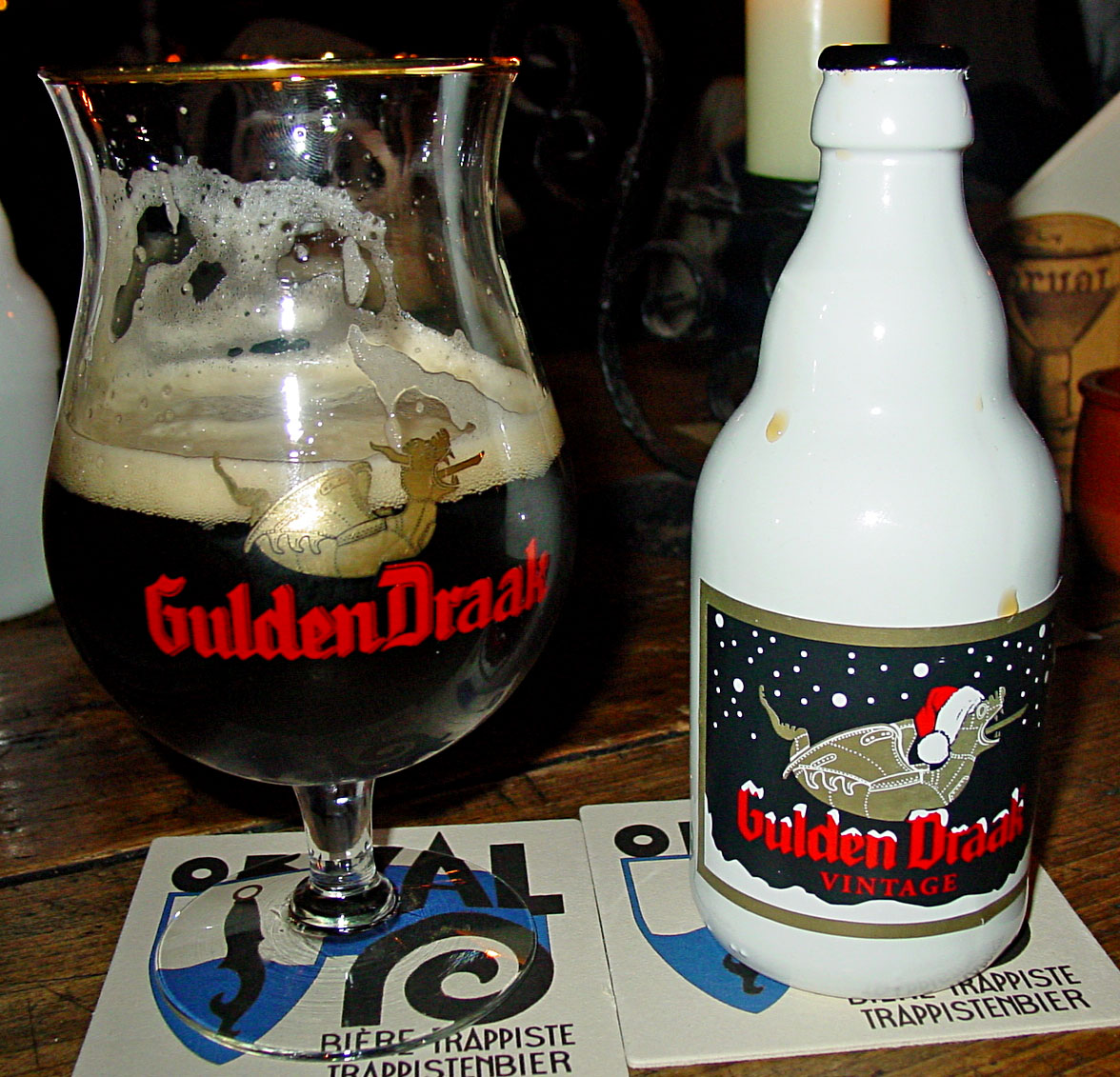
Gulden Draak Vintage - Бельгия
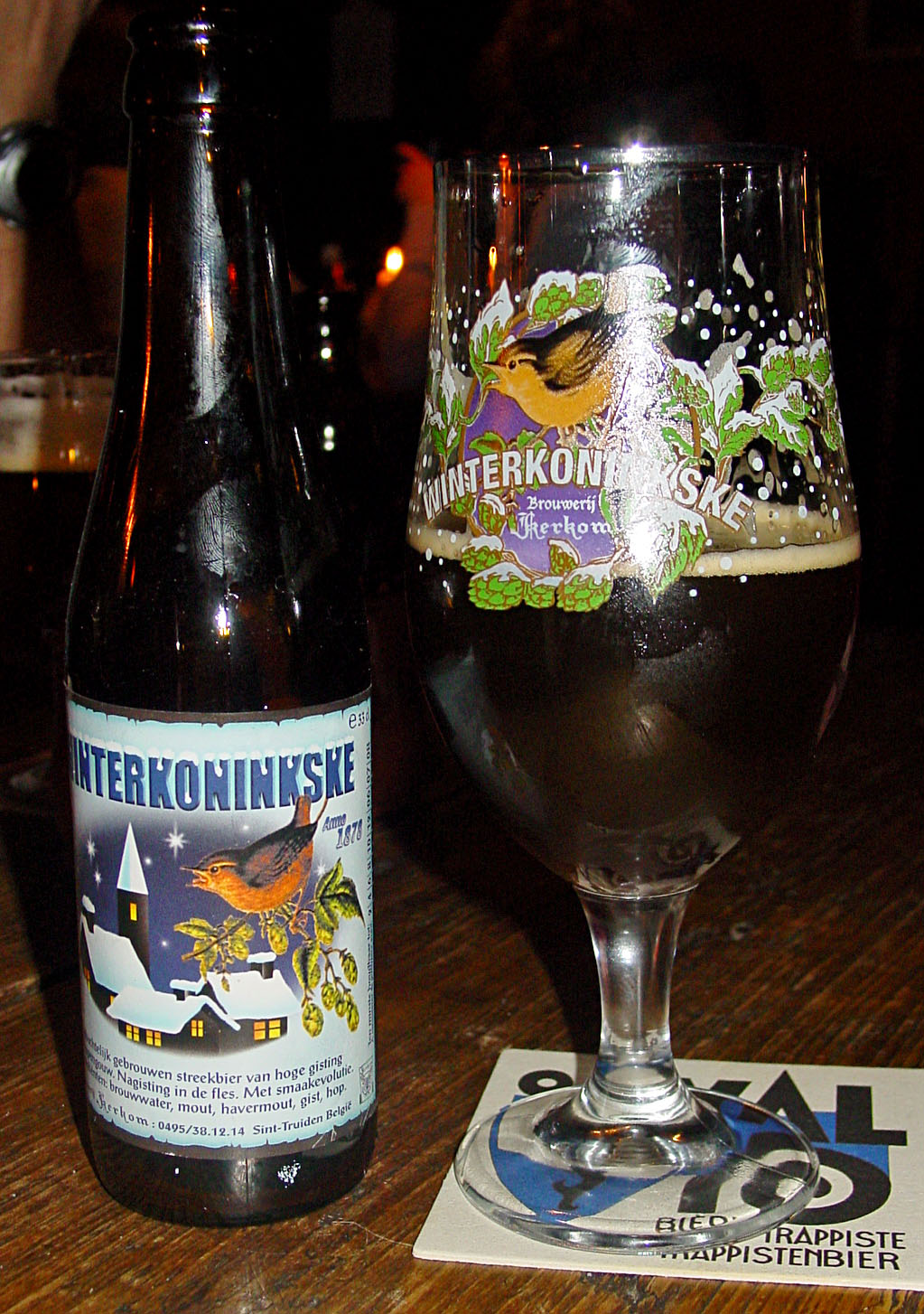
Winterkoninkske - Бельгия
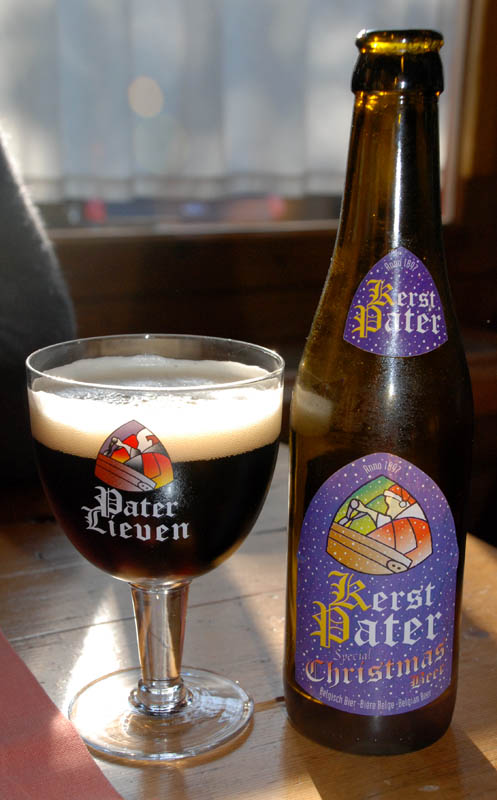
Kerst Pater - Бельгия
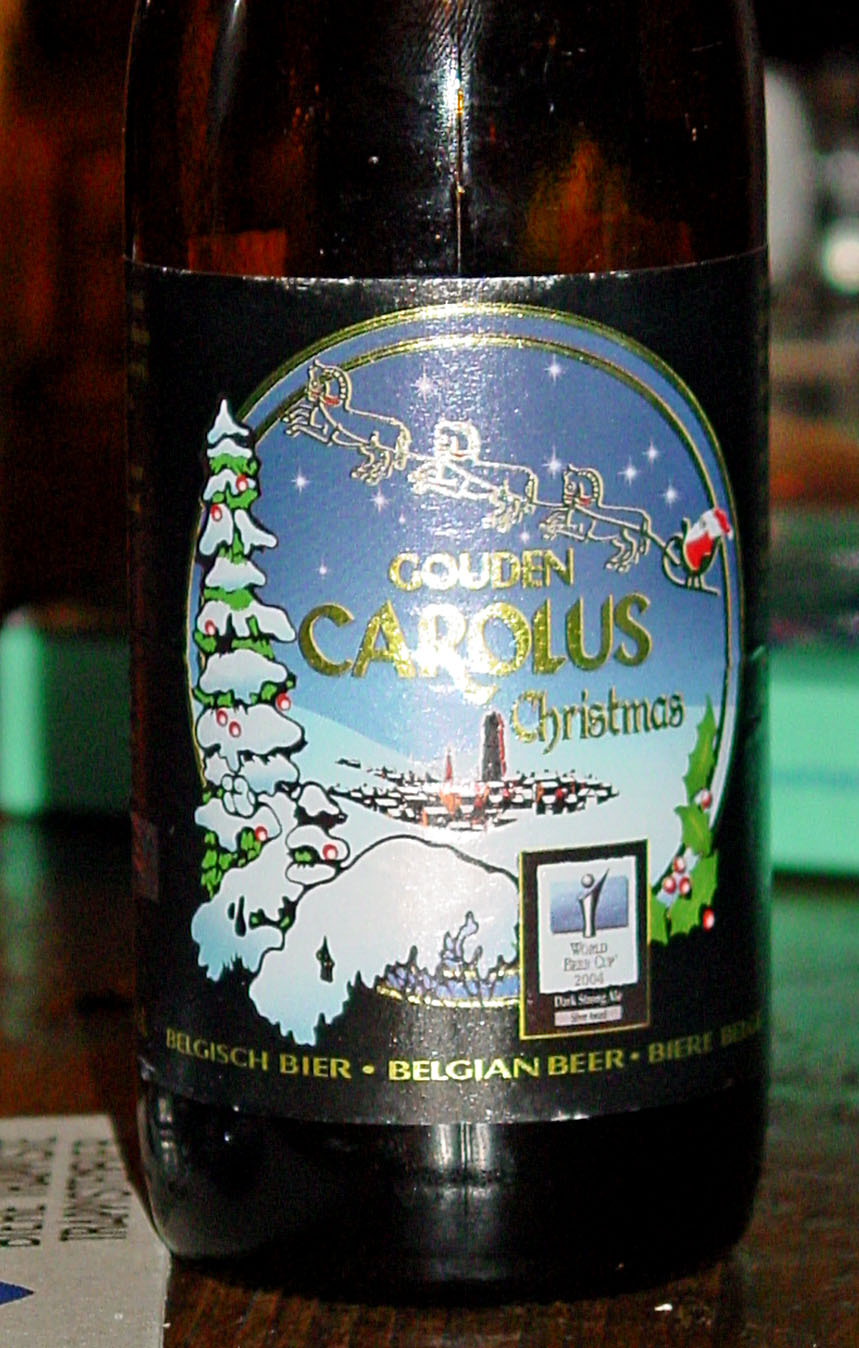
Gouden Carolus Christmas - Бельгия
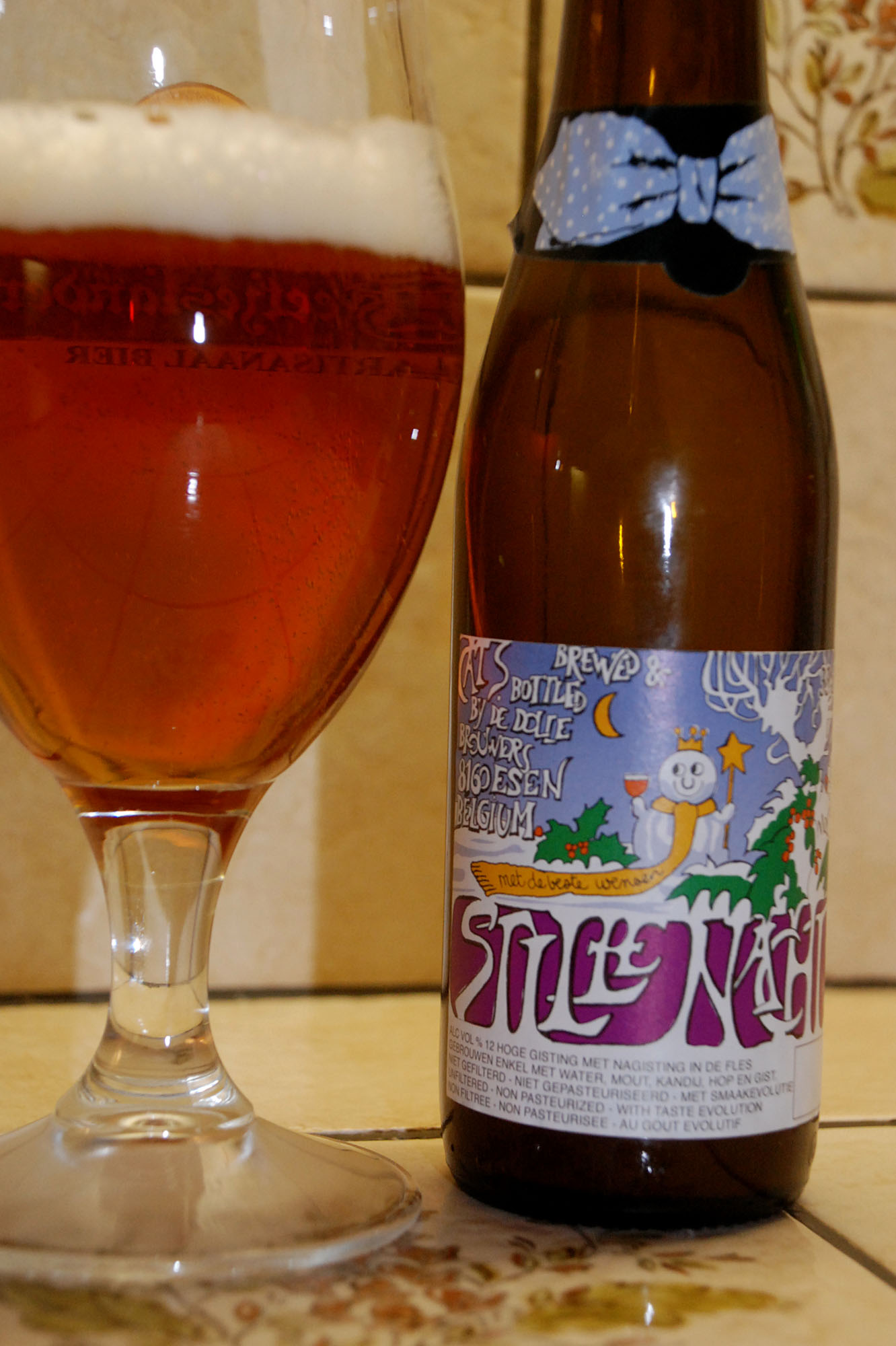
Stille Nacht
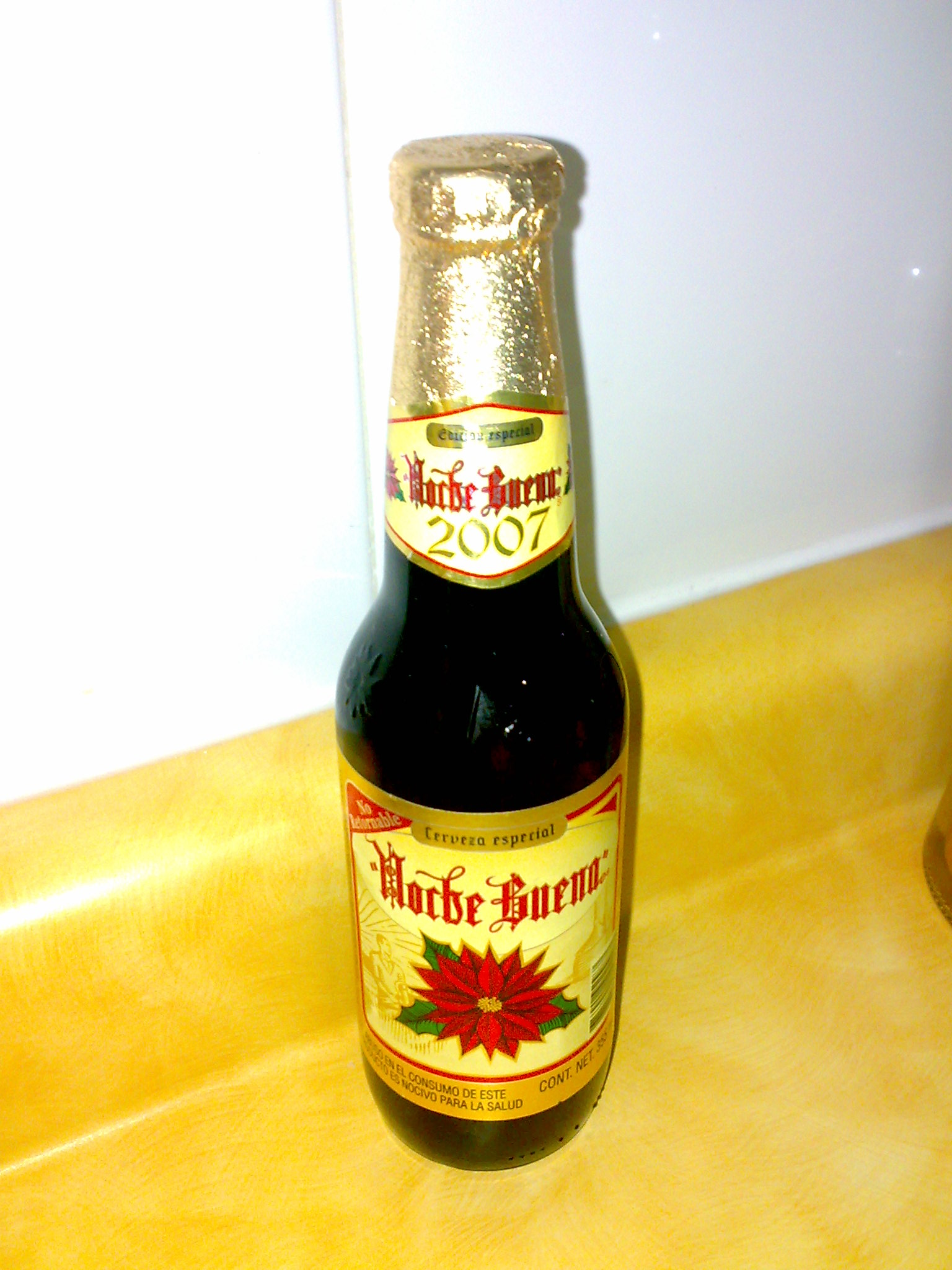
Noche Buena - Мексика
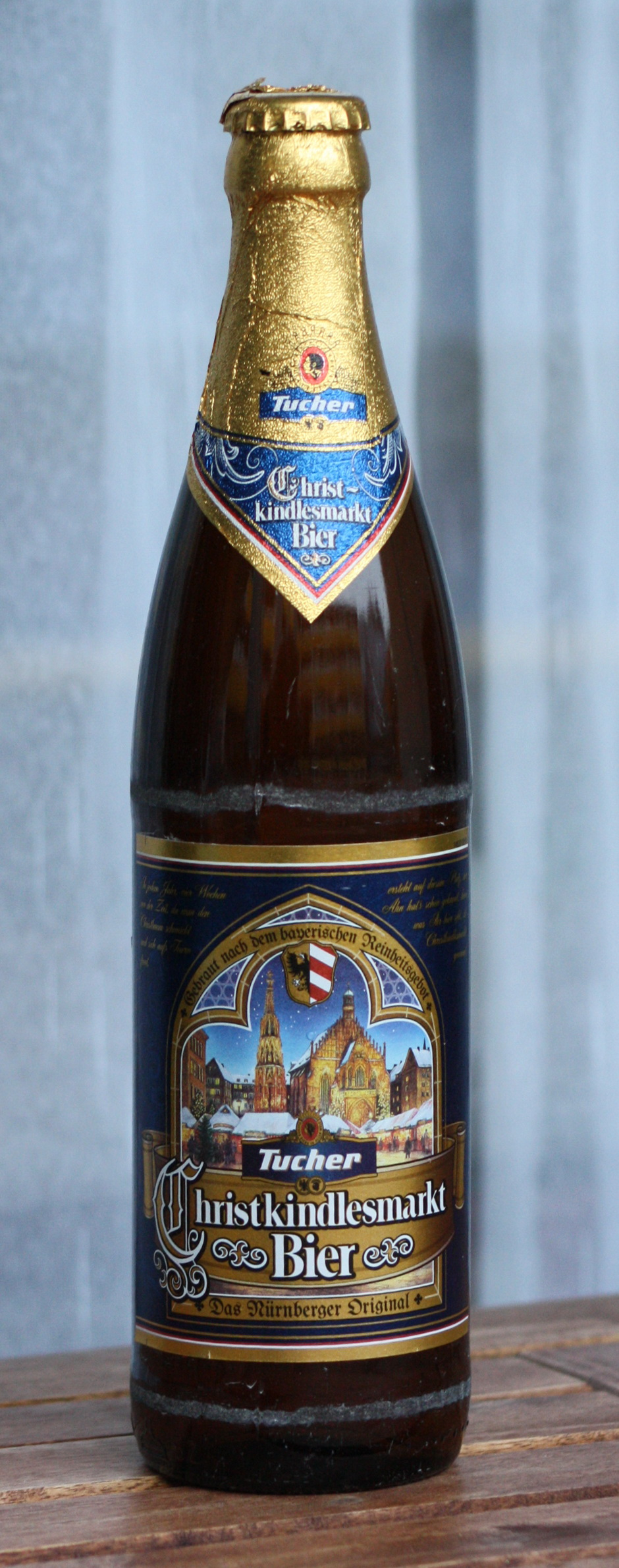
Tucher Weihnachtsbier -Германия
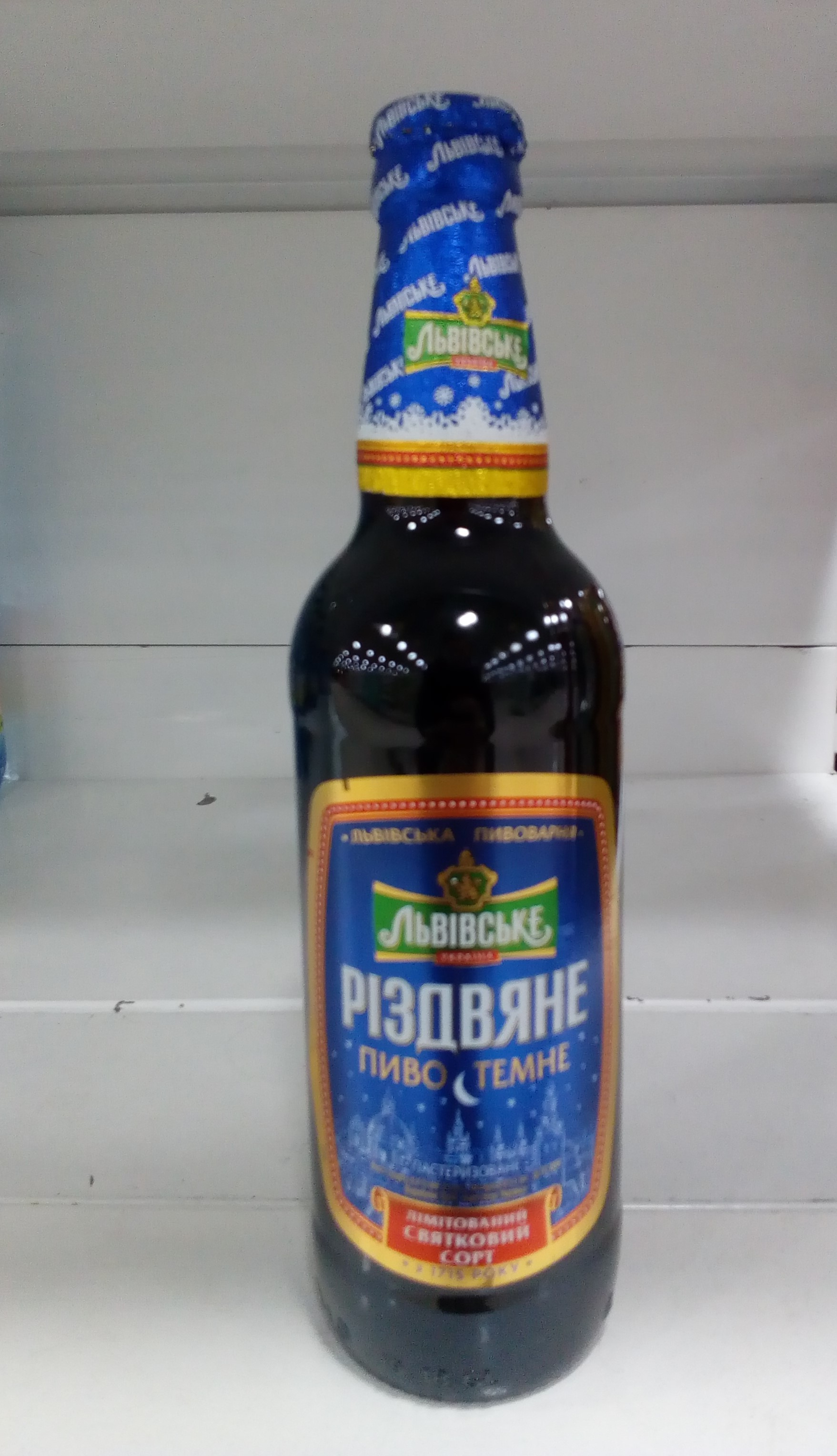
Львівське Різдвяне - Украина